# Lipa w Czarnym Potoku
Lipa w Czarnym Potoku – najstarsza i najgrubsza lipa szerokolistna w Polsce. Rośnie w Czarnym Potoku gminie Łącko w województwie małopolskim. Jest ustanowiona pomnikiem przyrody.
Zlokalizowana obok drewnianego kościoła z XVIII w. na skraju wsi. Drzewo ma obwód 881 cm, wysokość 21 m (pomiary z 2011 roku) i wiek około 510 lat. Wewnątrz pnia znajduje się dziupla o wymiarach 120 cm wysokości i 50 szerokości. Niezbyt rozłożysta korona składa się z kilku niegrubych, w większości zdrowych konarów, wyrastających bocznie z głównego pnia. Część głównego pnia wypróchniała i została przykryta drewnianym dwupoziomowym daszkiem pokrytym gontem. Dawniej w pniu wypalano drewno i stosowano jako specyfik w leczeniu paradontozy. W podłużnym otworze zewnętrznym umiejscowiono podświetlaną, kapliczkę szafkową z figurką Matki Boskiej z Dzieciątkiem.
W połowie lat 90., dzięki staraniom ks. proboszcza Józefa Słowika, lipę poddano zabiegom konserwatorskim. W pobliżu przebiega zielony szlak turystyczny, którym można dojść od strony Łącka lub Podegrodzia.